# Berlin-Märkisches Viertel
Das Märkische Viertel (kurz: MV; im Berliner Volksmund: Merkwürdiges Viertel) in Berlin ist eine Großwohnsiedlung im Bezirk Reinickendorf. Sie wurde von 1963 bis Frühjahr 1974 gebaut und war mit ihren rund 17.000 Wohnungen für bis zu 50.000 Bewohner ausgelegt. Das Märkische Viertel ist in Anlehnung an die Mark Brandenburg benannt.

## Lage

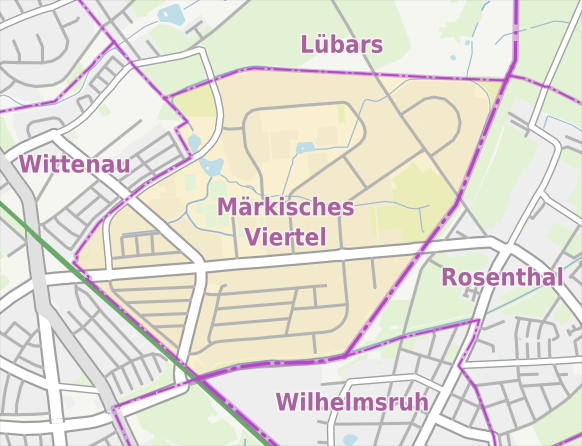
Übersichtskarte des Märkischen Viertels

Der Ortsteil liegt am Ostrand des Bezirks Reinickendorf, ziemlich genau auf halber Höhe seiner Nord-Süd-Ausdehnung.
Das Märkische Viertel hat einen ungefähren Durchmesser von zwei Kilometern. Die größte Ost-West-Ausdehnung beträgt im nördlichen Drittel etwa 2,5 Kilometer, an der südlichen Kante dagegen weniger als einen Kilometer. Die Fläche umfasst 3,2 km².
Im Süden und Osten grenzt das Märkische Viertel an den Bezirk Pankow und lag dadurch direkt an der Berliner Mauer. Im Nordosten ist die Siedlung durch den Verlauf der Quickborner Straße begrenzt, während der Ortsteil das dahinterliegende Industriegebiet bis zur Bezirksgrenze nach Pankow einschließt. Im Norden stellt eine ehemalige Eisenbahnstrecke (ein Teil der Industriebahn Tegel–Friedrichsfelde) die Begrenzung dar. Unmittelbar nördlich liegt der Freizeitpark Lübars des ländlichen Ortsteils Lübars. Die Abgrenzung an dieser Stelle wirkt fast brutal: Unmittelbar südlich der Gleise erheben sich teils zehngeschossige Hochhäuser, während auf der Nordseite Kleingärten und Getreidefelder liegen.

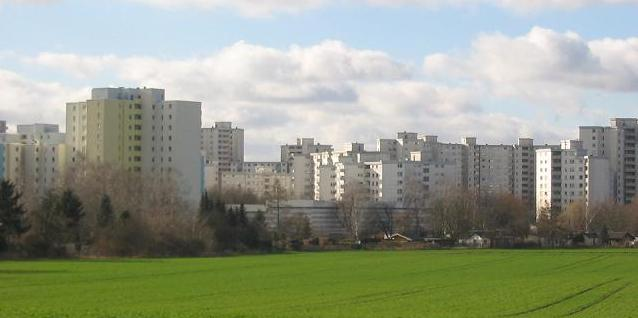
Abgrenzung des Märkischen Viertels nach Lübars

Im Nordwesten ist die Begrenzung der Siedlung nicht ganz eindeutig. Die Eisenbahnstrecke knickt leicht nach Süden ab, nähert sich jedoch nicht mehr den Hochhäusern. Allerdings liegt nördlich der Bahn, an der Kreuzung mit dem Eichhorster Weg, das Fernheizwerk des Märkischen Viertels. An dieser Stelle sind die nächsten Hochhäuser bereits rund 500 Meter entfernt. Gleichzeitig finden sich nach außen blickend in etwa 200 Meter Entfernung weitere Hochhäuser nördlich der Wittenauer Straße (bis zum Zabel-Krüger-Damm und um die dazwischenliegende Titiseestraße), die nicht mehr zum Märkischen Viertel gerechnet werden, obwohl sie aus der gleichen Zeit stammen. Sie gehören zum Reinickendorfer Ortsteil Waidmannslust. Die westliche Begrenzung stellt der Bahndamm der Berliner Nordbahn dar, eine Eisenbahntrasse, die heute von der S-Bahn befahren wird. Nach Westen schließt sich der Ortsteil Wittenau an.
Der Kreis schließt sich im Süden an der Stelle, wo die S-Bahn den Nordgraben überquert, der gleichzeitig Abgrenzung nach Pankow ist. Unmittelbar südlich des Nordgrabens liegt das Fabrikgelände von Bergmann-Borsig, das seit etwa 2000 zu einem Gewerbepark (Pankow-Park) umstrukturiert wird. Im Osten stößt der Nordgraben nach etwa einem Kilometer auf die Gleise der Heidekrautbahn, von denen er überquert wird, und die – auf Pankower Gebiet liegend – die Begrenzung nach Osten hin bilden.
Grün- und Wasserflächen

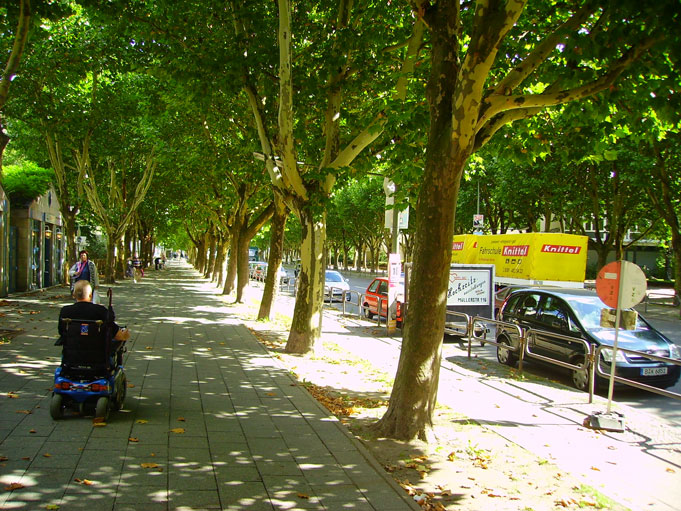
Im Zentrum des Viertels großzügig mit Bäumen bepflanzt: der Wilhelmsruher Damm

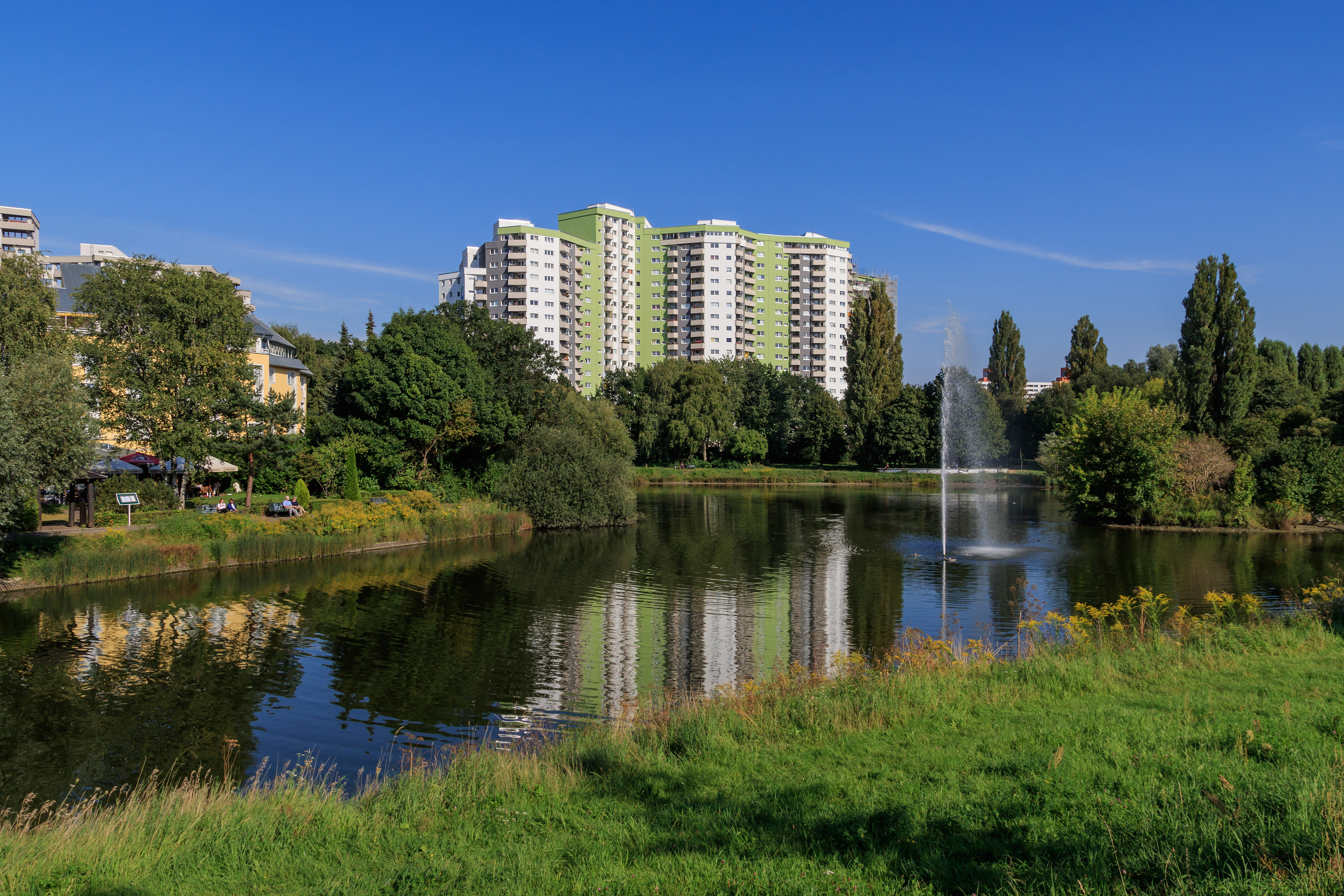
Seggeluchbecken

Konzeptionell von Anfang an vorgesehen waren neben Kinderspielplätzen zahlreiche Grünflächen und Wege zwischen den Hochhäusern und auch größere Grünzüge. Die nahezu komplett neugepflanzten Gewächse benötigten Zeit zum Wachsen, wodurch sich unmittelbar nach Fertigstellung der Großsiedlung der Eindruck einer kahlen Betonwüste ergab.
Im Märkischen Viertel gibt es im nördlichen Bereich zwei Seen. Das kleinere Mittelfeldbecken, das nur über Parkwege zu erreichen ist, und das doppelt so große Seggeluchbecken (der Name leitet sich von Segge für Riedgras und Luch für Sumpf her), das durch eine Straßenbrücke geteilt wird. Beide Seen sind durch kleine Gräben miteinander verbunden. Das Grabensystem rund um den Packereigraben durchzieht das ganze nördliche Viertel und dient der Entwässerung des Oberflächenwassers. Beim Bau des Märkischen Viertels wurden die Gräben kanalisiert, behielten jedoch ihren gewundenen Verlauf und wurden in Grünzüge integriert, in denen eine vielfältige Vogelwelt lebt, u. a. die Nachtigall. Im Süden übernimmt der Nordgraben die Entwässerung. Teile des heutigen Märkischen Viertels waren ursprünglich ein Feuchtgebiet, weswegen viele der Hochhäuser keine Keller aufweisen, sondern Abstellräume im Erdgeschoss haben, während die Wohnungen erst darüber liegen.

## Geschichte

### Entstehung und Entwicklung

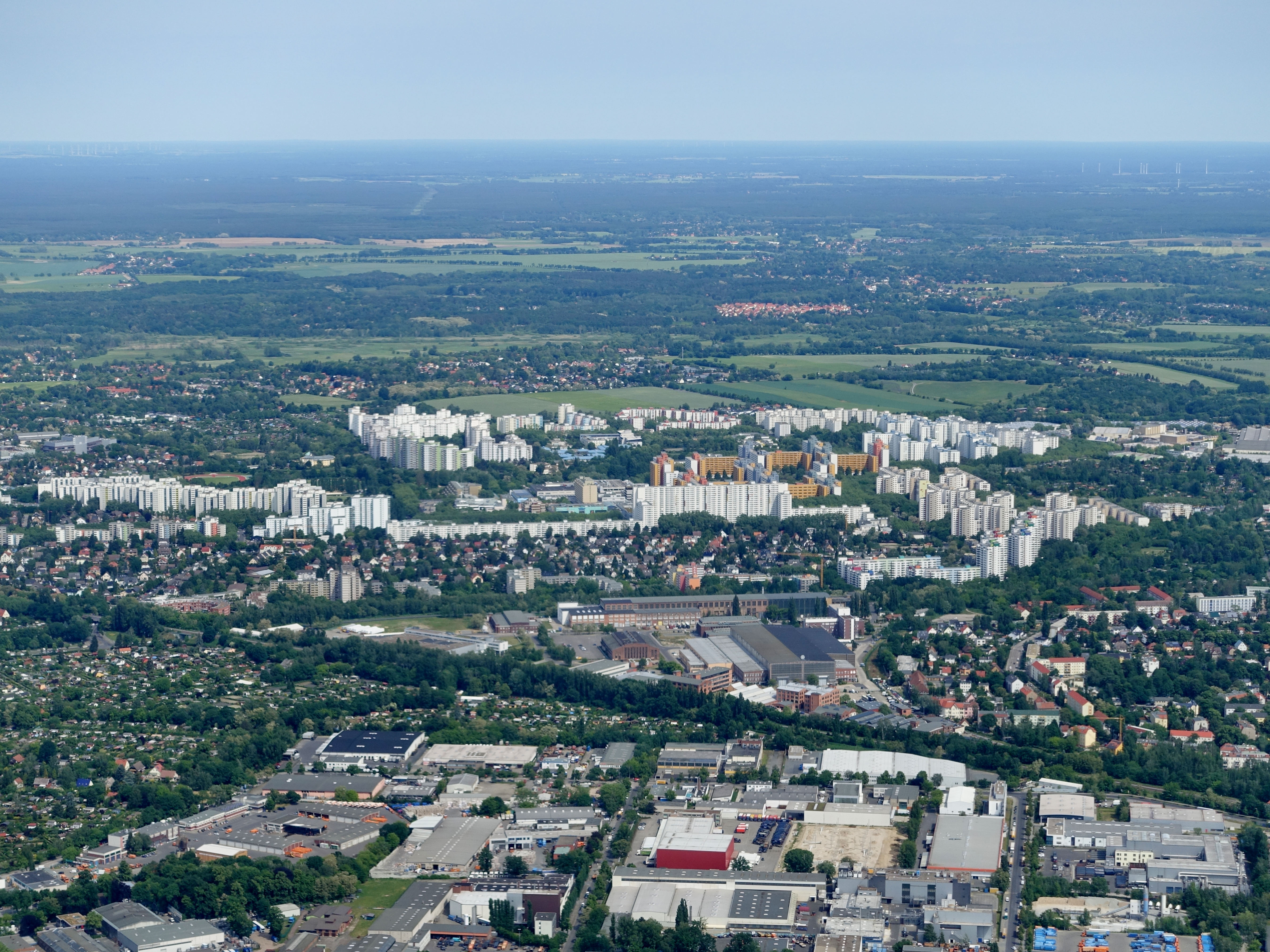
Luftbild von Süden

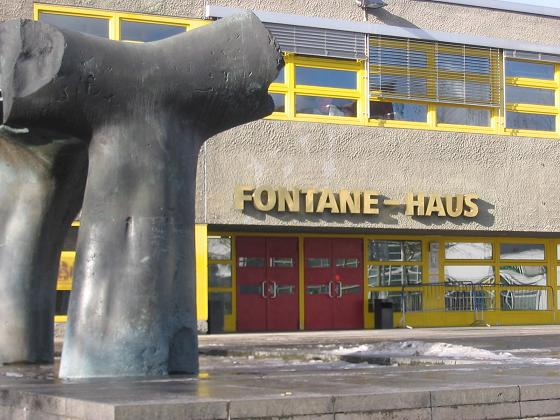
Auch hier als Namenspatron: Der große Wanderer der Mark

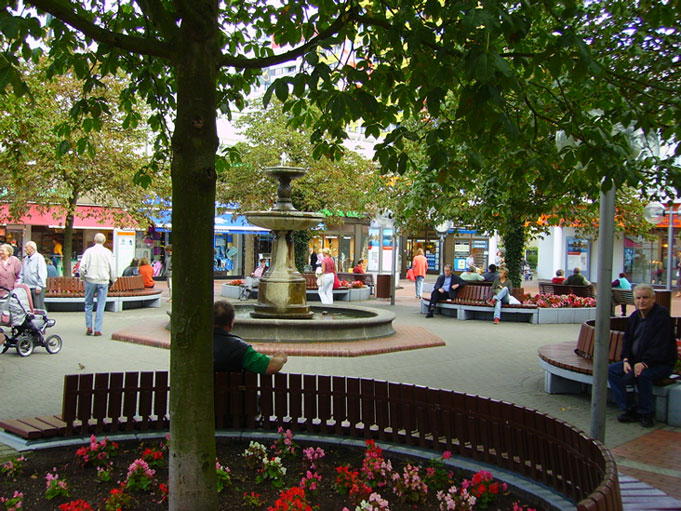
Brunnenplatz im Märkischen Zentrum

Das Märkische Viertel war die erste große Neubausiedlung im damaligen West-Berlin. Erste Ideen zu einer städtebaulichen Neuordnung an dieser Stelle reichen bis in die frühen 1950er Jahre zurück. Bereits 1952 wurde im Bezirk Reinickendorf ein erster Raumordnungsplan entworfen. 1959 bescheinigte ein soziologisches Gutachten dem Gebiet mit seinen zahlreichen Wohnlauben und Notunterkünften auf ungeordneten, oft unerschlossenen Grundstücken völlig unzulängliche hygienische Verhältnisse. Vor diesem Hintergrund zog der Senat Anfang der 1960er Jahre die Planung an sich. Die „grünen Slums“ sollten so rasch wie möglich verschwinden. Im Juli 1962 legten die Architekten Hans Christian Müller, Georg Heinrichs und Werner Düttmann ein städtebauliches Konzept für das Märkische Viertel vor. Im Dezember 1962 berief der damalige Berliner Bausenator Rolf Schwedler die Gesellschaft für sozialen Wohnungsbau (Gesobau) zum Sanierungsträger für das Vorhaben.
Mehr als 35 in- und ausländische Architekten planten die Neubauten. Mit einer übergreifenden Farbkoordinierung wurde der deutsche Künstler Utz Kampmann in den Jahren zwischen 1966 und 1968 betraut. Entwürfe für die Wohnbauten lieferten Karl Fleig, René Gagès, Ernst Gisel, Werner Düttmann, Georg Heinrichs, Hans Christian Müller, Lothar Juckel, Chen Kuen Lee, Ludwig Leo, Peter Pfankuch, Hansrudolf Plarre, Heinz Schudnagies, Herbert Stranz, O. M. Ungers, Schadrach Woods, Astra Zarina, Siegfried Hoffie, Erwin Eickhoff, Jo Zimmermann und die Bauabteilung der Degewo. Die Wohnbauten bildeten Hochhausketten mit unregelmäßigen Grundrissen und gestaffelten Höhen, die größere Flächen mit Einfamilienhäusern umrahmen.
Das große, zentrale Einkaufszentrum, die Märkische Zeile wurde 2000 um die Shopping-Mall Märkisches Zentrum erweitert. Zusammen mit dem Veranstaltungs- und Kulturzentrum Fontane-Haus, dem Hallenbad und der Thomas-Mann-Gymnasium gruppiert es sich um den zentralen Marktplatz. Daneben entstanden weitere, wesentlich kleinere Zentren, bei denen sich mehrere Geschäfte (Friseur, Zeitungsläden) um einen kleineren Supermarkt ansiedelten. Grundschulen und Kindergärten wurden ebenfalls nicht (nur) im zentralen Bereich vorgesehen, sondern ringsum am Rand zwischen den einzelnen Hochhaus-Gruppen. Innerhalb der Hochhausgruppen entstanden zahlreiche Spielplätze nah bei den Wohnungen.
Hans Bandel und Waldemar Proeike planten die Ladenzeilen, Schulen und Kindertagesstätten wurden nach Entwürfen von Stephan Heise, Harald Franke, Hasso Schreck, Karl Fleig, Jörn-Peter Schmidt-Thomsen, Günter Plessow, Hasso Windeck, Finn Bartels, Christoph Schmidt-Ott und der Bauabteilung des Bezirks Reinickendorf gebaut. Die Evangelischen Gemeindezentren stammen von Bodo Fleischer, Günther Behrmann, Stephan Heise, Gerd Neumann, Dietmar Grötzebach und Günter Plessow. Das Fernheizwerk und ein 1988 abgerissener Informations-Pavillon wurde durch Fridtjof Schliephacke gestaltet. Ein Seniorenzentrum entstand nach Entwürfen von Gert H. Rathfelder; Werner Düttmann verantwortete das Katholische Gemeindezentrum St. Martin, das Altenwohnheim und eine Grundschule. Bodo Fleischer mit Hanno Hübscher errichteten das Hotel Rheinsberg, Henning Schran und Hasso Schreck planten die Schwimmhalle, das Spielhaus des Bundes Deutscher Pfadfinder stammt von Engelbert Kremser, Ludwig Leo war der Architekt des Haus(es) der Fürsorge, schließlich lieferte die SAL-Planungsgruppe die Pläne für den Verkehrskindergarten sowie mehrere Sportanlagen.
Bereits im August 1964 zogen die ersten Mieter ein. Der (vorerst) letzte Neubau wurde 1974 übergeben. Von den insgesamt 16.916 Wohnungen waren 15.043 von der landeseigenen Gesobau, 614 von der Degewo, 812 von der Deutschen Bau- und Siedlungsgesellschaft (Debausie) und weitere 304 von einem Privatunternehmen errichtet worden. 134 Wohnungen entstanden schließlich 1974 in einem Altenwohnheim.
Aufgrund der fortschreitenden Wohnungsnot in den 2010er Jahren wurden hölzerne Atelierhäuser auf einigen Flachdächern des MV errichtet. Sie können bis zu drei Etagen hoch sein und wurden von der Wohnungsgesellschaft in Auftrag gegeben. Beispielhaft für die realisierten Auf-Bauten sei der Wilhelmsruher Damm genannt.
Neben dem Märkischen Viertel entstanden in West-Berlin zwei weitere Großwohnsiedlungen: die etwa gleich große Gropiusstadt im Bezirk Neukölln und das etwas kleinere Falkenhagener Feld (Bezirk Spandau). In Ost-Berlin entstanden etwas später Großbausiedlungen in Hohenschönhausen (Bezirk Lichtenberg), Marzahn und Hellersdorf (beide im Bezirk Marzahn-Hellersdorf). Gemeinsam ist allen ihre Stadtrandlage.
Seit Juni 1999 ist das Märkische Viertel ein Ortsteil des Bezirks Reinickendorf (mit eigenem Wappen). Davor gehörte es zum Ortsteil Wittenau.

### Imagewandel
In den Anfangsjahren lobten vor allem die beteiligten Architekten das neue Viertel zum Teil enthusiastisch. So meinte der West-Berliner Architekt Herbert Stranz: „Die Maximalhöhe war vorgeschrieben, der Rest ist angewandte Sonne.“ Und: „Individualismus der Einzelwohnung im Arrangement, durch Staffelung und Farbe betont: Das ist Demokratie.“ Trotz der vielschichtigen Planung entwickelte das Märkische Viertel bald einen schlechten Ruf, der weit über Berlin hinausreichte. In dem vom Land Berlin herausgegebenen Reiseführer Berlin für junge Leute wurde dies 1983 wie folgt begründet:

„[Das] kam daher, dass in den ersten Jahren nur eine mangelhafte Infrastruktur vorhanden war. Das heißt, es gab zu wenig Geschäfte, Restaurants und Kneipen; zu wenig Schulen, Kindergärten und Spielplätze.“

Mit anderen Worten: Die Planung auf dem Papier hatte nicht mit der Umsetzung Schritt gehalten; die Anzahl der Wohnungen (und Einwohner) stieg schneller als die erforderliche Infrastruktur errichtet wurde.
Verstärkt wurde das Imageproblem durch einen Paradigmenwechsel der Planungsdisziplinen. Ende der 1960er Jahre wandten sich mehr und mehr Architekten und Stadtplaner von der Idee neuer Retortensiedlungen ab und der gewachsenen europäischen Stadt zu. Altbausanierung und die Erneuerung alter Stadtviertel rückten in den Mittelpunkt. Noch während der Bauzeit galt das Märkische Viertel damit plötzlich als Dinosaurier und Relikt nicht länger zeitgemäßer architektonischer Ideen. Als Gegenveranstaltung zu den offiziellen Berliner Bauwochen 1968 kritisierte eine Ausstellung an der TU das Märkische Viertel aufs Schärfste. Anschließende Artikel im Spiegel taten ein Übriges, um den Ruf des Viertels zu demontieren.
Ein weiteres Problem stellte die Herkunft der neuen Einwohner dar: Sie kamen oft aus Altbauten von Sanierungsgebieten der Innenstadt und mussten aus ihrem vertrauten Kiez hierher umziehen, weil ihre alten Wohnhäuser abgerissen wurden. Dadurch verloren sie zum einen ihre bisherigen sozialen Bindungen und konnten sich zum anderen mit dem neuen, als anonym, kalt und unfreundlich erlebten Wohnumfeld nicht identifizieren und vereinsamten. Es kam zu Selbsttötungen, die von den Massenmedien aufgenommen wurden und ein schlechtes Licht auf die Siedlung warfen. Der der Außerparlamentarischen Opposition (APO) verbundene Arbeitskreis Mieten und Wohnen gab gegen die Missstände seine MVZ – Märkische Viertel Zeitung heraus, die in öffentlichen Archiven – wie dem der FU Berlin – vollständig verfügbar ist. Publikumswirksam wurden damals Transparente und anderes gegen die Mieterhöhungen aus den Häusern gehängt, die den Berliner Zeitgenossen als „Wolkenkratzer“ anmuten mochten. Ein oder mehrere Mitglieder des Arbeitskreises MVZ schlossen sich offenbar der RAF um Andreas Baader, Horst Mahler und Ulrike Meinhof an.
Für Touristen soll es organisierte Busfahrten durch das „schlimme Wohngebiet“ gegeben haben. Fotografische und filmische Darstellungen zeigten die Siedlung oft „grau in grau“ und in der düsteren Stimmung der Wintermonate oder im regnerischen Wetter.
Durch Ergänzung und Ausbau der Infrastruktur konnte die negative Entwicklung des Images gestoppt werden. Auch kleinere Umbauten, die der Haupteigentümer Gesobau in einzelnen Häusern veranlasste und zu denen freundlichere Eingangsbereiche gehörten, werteten das Viertel auf. Anfang der 1990er Jahre wurde schließlich der Marktplatz vor dem Kulturzentrum Fontane-Haus umgestaltet und 1992 der von Emanuel Scharfenberg gestaltete Bronze-Brunnen Fontane-Bogen aufgestellt. Bei einer Höhe von 4,60 m hat das zugehörige Brunnenbecken eine Ausdehnung von 12 m × 8 m.
Zusammen mit weiteren Verschönerungen entstand so eine Umgebung, in der zum 40-jährigen Jubiläum des Märkischen Viertels die durchschnittliche Wohndauer bei 17 Jahren lag und in der es Mieter gibt, die bereits seit der Fertigstellung in der gleichen Wohnung leben. Ebenso lässt sich beobachten, dass Kinder der Erstbezieher in der Siedlung bleiben und eigene Familien gründen. Das Märkische Viertel zählt heute nicht zu den ausgewiesenen sozialen Brennpunkten Berlins, wie zum Beispiel die Rollbergsiedlung in Neukölln.

### Energetische Modernisierung
Die Gesobau hat im Jahr 2008 damit begonnen, mehr als 13.000 Wohnungen energetisch zu modernisieren. Bereits ab 2007 lief dazu ein Pilotvorhaben. Das Projekt hat ein Investitionsvolumen von 440 Millionen Euro und soll rund acht Jahre dauern. Es gilt damit als derzeit größtes Sanierungsvorhaben im deutschen Wohnungsbau mit Modellcharakter für den nachhaltigen Umbau von Großsiedlungen in ganz Deutschland.
Eine Reihe abgestimmter Maßnahmen steigern Energieeffizienz und Umweltfreundlichkeit der Wohnbauten. An erster Stelle steht der Einbau neuer, verlustarmer Rohr- und Verteilersysteme für die Wärmeversorgung und der Austausch der Heizkörper. Veraltete Einrohrsysteme werden durch Zweirohrsysteme ersetzt. Um die Wärmeverluste durch die Gebäudehülle zu reduzieren, wird auf die Fassaden ein Wärmedämmverbundsystem aufgebracht. Auch die Dächer (bzw. die Decken der obersten Geschosse) und die Kellerdecken werden wärmegedämmt und die Fenster ausgetauscht. Je nach Gebäude können sich durch diese Maßnahmen die Heizkosten mehr als halbieren. In der Summe errechnet die Gesobau eine Verringerung des CO2-Ausstoßes (nach Abschluss der Maßnahmen) um mehr als 20.000 Tonnen jährlich.
Neue funkbasierte und fernablesbare Messgeräte erfassen in Zukunft den Verbrauch an Heizwärme, Warm- und erstmals auch Kaltwasser exakt und erlauben so ein Monitoring der eigenen Verbrauchsgewohnheiten durch die Mieter. Da alle Strangleitungen in den Wänden erneuert werden, lässt der Bauherr zugleich die Bäder modernisieren und Wasser sparende Armaturen und Geräte installieren. Die veralteten, unhygienischen Müllschlucker sollen geschlossen und durch ein umweltfreundlicheres Trennsystem ersetzt werden. In den Zugangsbereichen werden Flächen entsiegelt und zu Grünanlagen umgestaltet.
Weil die Sanierung in bewohnten Gebäuden stattfindet und gerade ältere Menschen oder Schwangere beeinträchtigen kann, hat die Gesobau ein Hilfe- und Betreuungsnetzwerk besonders für ältere Mieter initiiert, das soziale Einrichtungen als Partner einbindet und die Bauzeit erträglich gestalten soll. Besonders belastete Mieter können mit ihren Familien für die Zeit, in der ihre Wohnung saniert wird, sogar ein Ausweichquartier erhalten. Seit September 2008 informiert eine Infobox auf dem Stadtplatz am Wilhelmsruher Damm Anwohner und Öffentlichkeit über die Modernisierung.

## Bevölkerung
| Jahr | Einwohner |
| ---- | --------- |
| 2007 | 35.439    |
| 2010 | 34.391    |
| 2015 | 38.128    |
| 2020 | 40.119    |
| 2021 | 40.447    |
| 2022 | 41.099    |
| 2023 | 41.167    |
| 2024 | 41.254    |

Quelle: Statistischer Bericht A I 5. Einwohnerregisterstatistik Berlin. Bestand – Grunddaten. 31. Dezember. Amt für Statistik Berlin-Brandenburg (jeweilige Jahre)

## Verkehr

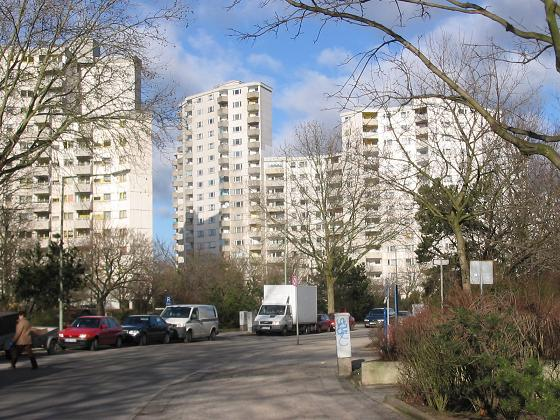
Senftenberger Ring

Die Anbindung an das Schnellbahnnetz Berlins erfolgt über den S- und U-Bahnhof Wittenau, der am westlichen Rand des Märkischen Viertels, allerdings bereits im Ortsteil Wittenau, liegt. Innerhalb der Trabantenstadt wird der öffentliche Personennahverkehr mit Omnibussen abgewickelt, die fast alle Hauptstraßen befahren. Eine Verlängerung der Linie U8 der Berliner U-Bahn, die das Viertel schnellbahnmäßig besser erschließen würde, ist lediglich langfristig vorgesehen. In den 1970er Jahren wurden im Rahmen eines Entwicklungsprojektes Überlegungen angestellt, den Busverkehr des Märkischen Viertels durch Cabinentaxis zu ersetzen (ein PRT-System). Die Idee wurde allerdings nicht realisiert.

### Individualverkehr
Die zentrale Ost-West-Achse ist der Wilhelmsruher Damm. Weitere Hauptstraßen sind: Dannenwalder Weg (Erschließung des südlichen und nordöstlichen Teils), Finsterwalder Straße (Nordwesten), Eichhorster Weg und Schorfheidestraße (Nord-Süd-Verbindung im westlichen Drittel). Eine besondere Rolle nimmt der Senftenberger Ring ein. Er ist zwar keine Hauptverkehrsstraße, aber wesentlicher Teil der verkehrlichen Erschließung im Norden des Märkischen Viertels. Er zweigt nördlich vom Wilhelmsruher Damm ab, teilt sich nach 350 Metern und bildet einen kompletten Ring mit einem Durchmesser von etwa 500 Metern, der nur an zwei weiteren Stellen Verbindung nach außen hat (Calauer und Wesendorfer Straße).
Die Straßennamen erklären gleichzeitig die Herkunft des Namens der Großsiedlung: Sie bezeichnen Orte in der seinerzeitigen Mark Brandenburg. Eine Ausnahme hiervon bildet der Wilhelmsruher Damm, der nach dem nahegelegenen Ortsteil Wilhelmsruh des Bezirks Pankow benannt ist (allerdings nördlich an diesem vorbeiführt). Diese Straße existierte bereits vor dem Bau des Märkischen Viertels.

### Schienenverkehr

#### S-Bahn

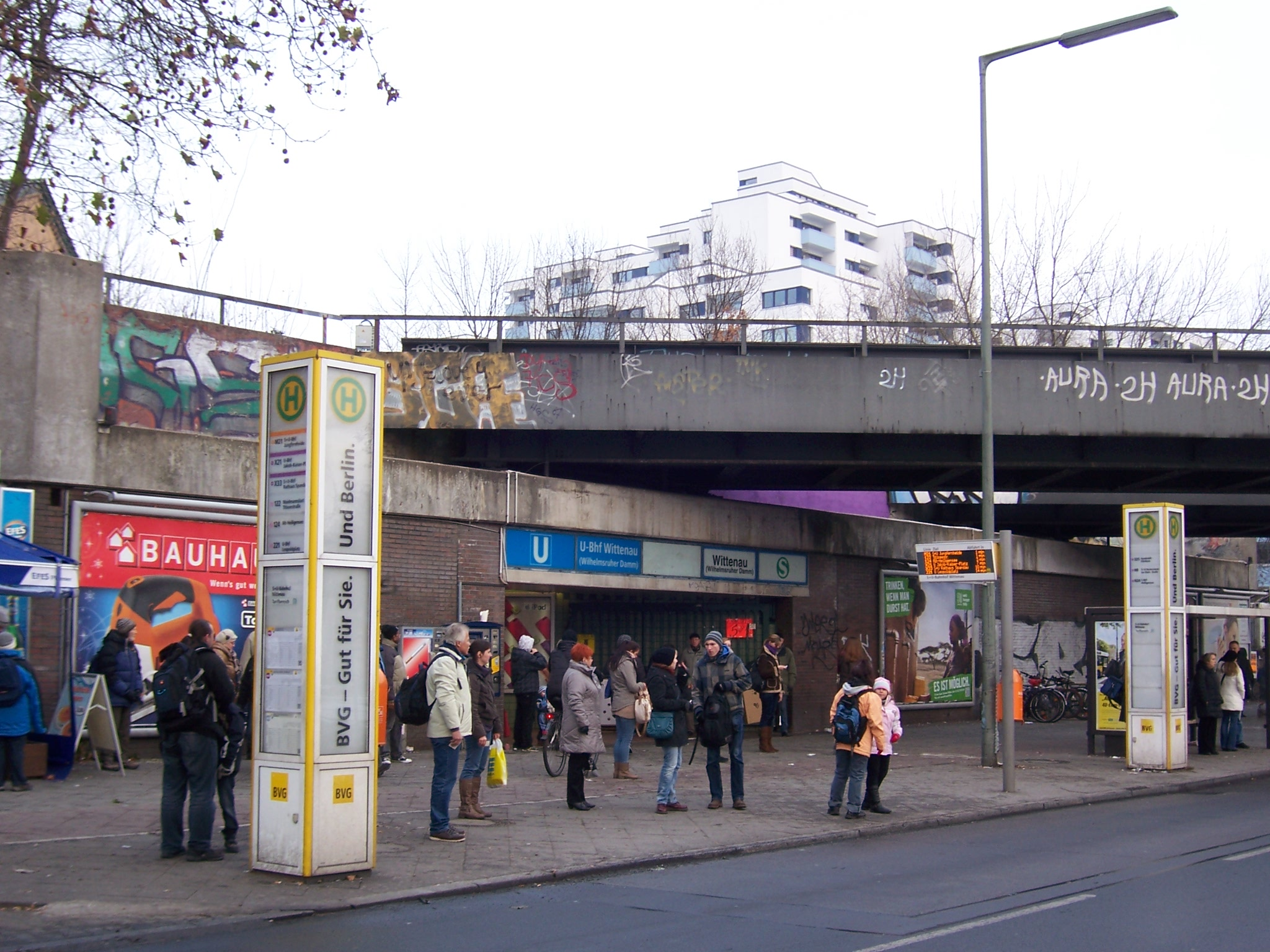
S-Bahnhof Wittenau, Südzugang

Bereits vor dem Bau des Märkischen Viertels war der S-Bahnhof Wittenau vorhanden. Er liegt auf dem Bahndamm der Berliner Nordbahn, der die westliche Begrenzung bildet. Aus zwei Gründen wurde der Bahnhof ursprünglich nicht als Verkehrsanbindung für die Siedlung beachtet: Er liegt zwar an der Ost-West-Hauptachse, allerdings befand sich der Zugang auf der nördlichen, dem Wilhelmsruher Damm abgewandten Seite (am Göschenplatz). Der zweite und wesentlichere Grund lag in den besonderen politischen Verhältnissen West-Berlins und der S-Bahn, die bis 1984 von der Deutschen Reichsbahn betrieben wurde. Von der Bevölkerung des Märkischen Viertels wurde die S-Bahn nahezu komplett boykottiert (S-Bahn-Boykott). Erst nach der Betriebsübernahme der S-Bahn durch die BVG im Jahr 1984 änderte sich diese Situation. Nach Modernisierungsarbeiten an der S-Bahn-Strecke wurde 1986 der Südzugang des S-Bahnhofs in Betrieb genommen.
Trotz des Boykotts der S-Bahn wurden im Zuge der Errichtung des Märkischen Viertels in den 1970er Jahren zwei Maßnahmen im Zusammenhang mit der S-Bahn-Strecke durchgeführt: Die Brücke über den Wilhelmsruher Damm wurde neu errichtet und dabei vorausschauend so angelegt, dass zwischen den beiden S-Bahn-Gleisen Platz für einen Bahnsteigzugang blieb und dadurch der Bahnsteig unmittelbar am Wilhelmsruher Damm beginnen konnte. Die zweite Maßnahme bestand in einer neuen S-Bahn-Brücke über der neu angelegten Schorfheidestraße etwas weiter südlich. Hier war auch ein weiterer S-Bahnhof vorgesehen; ungefähr auf halber Strecke zwischen den Bahnhöfen Wittenau und Wilhelmsruh.

#### U-Bahn
Bereits den ersten Bewohnern des Märkischen Viertels wurde Ende der 1960er Jahre ein Anschluss an die U-Bahn versprochen. Frühe Pläne sahen eine Anbindung direkt von Süden vor, die im Märkischen Zentrum bzw. eine Station weiter am Senftenberger Ring enden sollte. Angeblich soll es kleinere Vorleistungen (eher: konstruktive Berücksichtigungen) im Bereich einzelner Hochhausfundamente oder -gründungen geben. Südlich des Wilhelmsruher Damms fällt eine freie Trasse auf, die nicht von Hochhäusern bebaut ist (zum Tornower Weg hin). Diese Planungen wurden nie verwirklicht und spätestens in den 1970er Jahren verworfen. Stattdessen wurde von Westen kommend eine U-Bahn-Strecke unter dem Wilhelmsruher Damm geplant. Während die Führung bis zum Märkischen Zentrum klar war, gab es Überlegungen, auf eine nordwärts schwenkende Verlängerung zum Senftenberger Ring zu verzichten, um nach einer – seinerzeit nicht zu erwartenden – Wiedervereinigung beider Stadthälften die Strecke geradeaus zur Bezirksgrenze nach Pankow verlängern zu können.
Realisiert wurde diese Planung nur zum Teil bis unter den S-Bahnhof am Westrand. Am 24. September 1994 – 20 Jahre nach der Fertigstellung des Märkischen Viertels – wurde der U-Bahnhof mit dem Namen Wittenau (Wilhelmsruher Damm) eröffnet. Es handelt sich um die Verlängerung der U-Bahn-Linie U8 vom Bahnhof Paracelsus-Bad her. Gleichzeitig wurde der S-Bahnhof von Wittenau (Nordbahn) in Wittenau (Wilhelmsruher Damm) umbenannt. Die Betriebsführung der S-Bahn war zwischenzeitlich (nach der Deutschen Wiedervereinigung) von der BVG an die S-Bahn Berlin GmbH, ein Unternehmen der Deutschen Bahn, übergegangen.

#### Straßenbahn
Die nächstgelegene Straßenbahn-Trasse endet östlich vor dem Märkischen Viertel an der Haltestelle Rosenthal Nord nahe der Bezirksgrenze von Pankow. In der Planung ist eine Verlängerung über den Wilhelmsruher Damm nach Westen zum Bahnhof Wittenau. Der Bedarf dazu ist gegeben, da auf dem Wilhelmsruher Damm derzeit je Richtung im Durchschnitt alle 2½ Minuten ein Bus verkehrt. Der Senat investiert allerdings nur zögerlich in neue Straßenbahn-Trassen. Die Strecke befindet sich derzeit nur in der Langfristplanung.

#### Heidekrautbahn
Am Ostrand des Märkischen Viertels sind seit dem Fall der Berliner Mauer die Gleise der Heidekrautbahn zugänglich. Die Eigentümerin der Bahnstrecke, die Niederbarnimer Eisenbahn, plant grundsätzlich eine Wiederinbetriebnahme der Strecke von Basdorf bis zum S-Bahnhof Wilhelmsruh oder darüber hinaus einschließlich der Errichtung eines neuen Haltepunktes am östlichen Rand des Märkischen Viertels. Am 11. Dezember 2020 erfolgte der erste Spatenstich zur Reaktivierung der Stammstrecke am Bahnhof Wilhelmsruh.  Das Eröffnungsdatum wurde von zunächst Ende 2023 auf Dezember 2024 verschoben.
An manchen Wochenenden werden auf der Strecke nach Basdorf Sonderfahrten mit historischen – hauptsächlich dampfbetriebenen – Zügen von den Berliner Eisenbahnfreunden e. V. durchgeführt.
Die Strecke im Norden, ein Teilstück der Industriebahn Tegel–Friedrichsfelde, ist stillgelegt, ohne dass die Aussicht auf eine Reaktivierung besteht. Die Strecke war nie für den Personenverkehr vorgesehen.

## Persönlichkeiten des Ortsteils
- Chen Kuen Lee (1914–2003), deutsch-chinesischer Architekt, lebte im Märkischen Viertel
- Karl-Heinz Städing (1928–2008), Politiker (SPD), lebte im Märkischen Viertel (Gedenktafel in der Königshorster Straße 13)
- Roger Loewig (1930–1997), Zeichner, Maler und Dichter, lebte am Wilhelmsruher Damm 120 (Gedenktafel)
- Ulrike Meinhof (1934–1976), Terroristin der RAF, lebte im Märkischen Viertel
- Horst Mahler (1936–2025), Terrorist der RAF, lebte im Märkischen Viertel
- Max Willutzki (* 1938), Filmschaffender, drehte 1973 den Doku-Spielfilm Der lange Jammer über Mieterproteste im Märkischen Viertel
- Mario Hené (* 1954), Liedermacher, im Märkischen Viertel aufgewachsen
- Andreas Schmidt (1963–2017), Schauspieler, im Märkischen Viertel aufgewachsen
- Thorsten Karge (* 1964), Politiker (SPD), im Märkischen Viertel aufgewachsen
- Philip Tägert (Künstlername: Fil, * 1966), Comiczeichner und Entertainer, im Märkischen Viertel aufgewachsen
- B-Tight (* 1979), Rapper, lebte im Märkischen Viertel
- Benjamin Köhler (* 1980), Fußballspieler, im Märkischen Viertel aufgewachsen
- Sido (* 1980), Rapper, lebte im Märkischen Viertel, machte mit seinem Charterfolg Mein Block auf die sozialen Missstände im Märkischen Viertel aufmerksam